# Saint-Aubin-du-Perron
Saint-Aubin-du-Perron är en kommun i departementet Manche i regionen Normandie i norra Frankrike. Kommunen ligger i kantonen Saint-Sauveur-Lendelin som tillhör arrondissementet Coutances. År 2018 hade Saint-Aubin-du-Perron 253 invånare.

## Befolkningsutveckling
Antalet invånare i kommunen Saint-Aubin-du-Perron
| Referens: INSEE |